# Тургумбаев, Кабидолла Кублан-Улы
Кабидолла́ Кубла́н-Улы́ Тургумба́ев (каз. Қабидолла Қобланұлы Тұрғынбаев; 2 января 1930, село Лукьяновка, Кустанайский округ — 9 июля 1997, Аулиеколь) — казахский коммунистический деятель, директор совхоза «Целинный» имени 50-летия Октябрьской революции Семиозёрного района Кустанайской области, Казахская ССР. Герой Социалистического Труда (1981). Депутат Верховного Совета СССР 6 созыва. Заслуженный работник сельского хозяйства Казахской ССР (1971).

## Биография
Окончил Казахский государственный институт сельского хозяйства. В 1946—1947 годах работал младшим зоотехником в колхозе имени Абая Семиозёрного района.
С 1947 по 1951 год — первый секретарь Майского совета трудящихся.
В 1951—1952 годах — курсант Ленинградского военного инженерного училища.
С 1952 по 1960 год — заведующий фермой совхоза «Диевский» Семиозёрного района.
С 1960 по 1980 год — директор совхоза «Целинный» имени 50-летия Октябрьской революции Кустанайской области.
В 1957 году вступил в КПСС. С 1976 по 1981 год — член ЦК Компартии Казахстана. С 1980 года — первый секретарь Семиозёрного районного комитета.
Избирался депутатом Верховного Совета СССР 6 созыва (1962—1966).
В 1981 году удостоен звания Героя Социалистического Труда «за выдающиеся успехи, достигнутые в выполнении планов и социалистических обязательств по продаже государству в 1980 году миллиарда пудов зерна и перевыполнении планов десятой пятилетки по производству и закупкам хлеба и других сельскохозяйственных продуктов».
Скончался в 1997 году.

## Награды
- Герой Социалистического Труда — указом Президиума Верховного Совета СССР от 19 февраля 1981 года
- Орден Ленина — дважды
- Орден Октябрьской Революции
- Орден Красного Знамени